# 열린 사회와 그 적들
《열린 사회와 그 적들》(영어: The Open Society and Its Enemies)은 2차 세계 대전 중 칼 포퍼에 의해 저술된 두 권짜리 정치철학 책이다. 1945년 출판되었다.
- 제 1권: 〈플라톤의 마술〉(Spell of Plato)[2]
- 제 2권: 〈예언의 높은 물결: 헤겔, 마르크스, 그리고 그 여파〉(The High Tide of Prophecy: Hegel, Marx, and the Aftermath)[3]

## 출판
1938년, 히틀러가 칼 포퍼의 고향 오스트리아를 침공하였다. 이 소식을 듣고 분노한 포퍼는 전체주의 정치체제에 대한 통렬한 비판서를 저술하기 시작하는데, 이 책이 바로 《열린 사회와 그 적들》이다. 이 책의 제목은 J.N. 핀들레이가 제안했으며, 그 외에도 《모든 이를 위한 사회 철학》, 《거짓 예언자 셋: 플라톤-헤겔-마르크스》, 《정치 철학 비판》 등의 제목이 한 때 고려되었다가 기각되었다. 원래 포퍼는 이 책을 미국에서 발표하려 했으나, 마땅한 출판사를 찾지 못해 결국 1945년 영국 런던에서 라우틀리지(Routledge) 출판사를 통해 발표하였다. 이 책이 발표되면서 무명 학자에 불과했던 포퍼가 학계에 화려하게 등장한다.

## 내용
《열린 사회와 그 적들》에서 포퍼는 역사주의와 전체주의를 비판하고 '열린 사회'를 옹호한다.
첫 번째 책, 〈플라톤의 마술〉에서는 플라톤의 정치 철학을 비판한다. 당시 철학자들은 플라톤의 위대함에 지나치게 경도되어, 플라톤의 정치 철학이 순진하고 무해한 것이라고 믿었다. 포퍼는 이러한 믿음에 반대하며 플라톤의 정치 철학에는 사기와 폭력, 인종차별, 우생학 등 끔찍한 전체주의자의 악몽이 내재되어 있다고 주장했다.
당시 주류 플라톤 철학자들과는 달리, 포퍼는 플라톤의 생각과 소크라테스의 생각을 분리하였다. 소크라테스는 스스로 저술을 남기지 않았고, 오직 플라톤의 저술을 통해 간접적으로 그 가르침이 전해내려올 뿐이다. 플라톤의 초기 저술은 이 소크라테스의 가르침을 올바르게 담고 있으나, 후기 저술에서는 소크라테스의 인도주의적이고 민주주의적인 경향이 사라져버렸다는 것이 포퍼의 주장이었다. 구체적으로 포퍼는 《국가》에 나타난 소크라테스가 전체주의에 동의한 사람인 것처럼 묘사된다는 점을 지적하면서, 플라톤이 소크라테스를 배신한 것은 《국가》에서부터라고 주장했다.
포퍼는 플라톤이 사회 변화와 사회 불만에 대해 행한 분석에 대해서는 극찬했지만 플라톤의 해결책은 받아들이지 않았다. 이는 포퍼가 아테네 민주정을 '열린 사회'를 향한 진통이라고 생각한 것과 연관된다. 포퍼에 따르면, 플라톤은 이처럼 자유로운 세계관과 함께 탄생할 변화를 두려워하여 자신의 역사주의적 시각을 고수한 것이다. 포퍼는 또한 플라톤이 스스로 위대한 철인 통치자가 되고자 했다고 주장하면서, 플라톤을 자기 자만심의 희생자로 간주하였다.
두 번째 책, 〈예언의 높은 물결: 헤겔, 마르크스, 그리고 그 여파〉에서는 포퍼의 비판이 헤겔과 마르크스를 향한다. 포퍼는 헤겔과 마르크스를 아리스토텔레스 철학의 후손으로 생각하였고, 이들이 20세기 전체주의의 뿌리라고 강하게 비판하였다.

## 같이 보기
- 반민주주의
- 말굽 이론
- 다운스의 역설